# Slag bij Collejares
De Slag bij Collejares of Slag bij Los Collejares was een gevecht dat in 1406 tijdens de Reconquista plaatsvond in Collejares nabij de steden Úbeda en Baeza in Granada, Spanje. De strijd werd gevoerd tussen de troepen van het koninkrijk Castilië, onder bevel van Hendrik III van Castilië, en die van het emiraat Granada, onder bevel van Sultan Mohammed VIII.

## Strijd
Het koninkrijk Castilië had een vredesverdrag ondertekend met de Nasriden-dynastie die het emiraat Granada bestuurde. Machtsstrijd en veranderingen aan het hof van het emiraat van Granada brachten de Nasriden ertoe het staakt-het-vuren te verbreken. Mohammed VII, aangemoedigd en geholpen door de Meriniden-dynastie van Marokko, viel het grondgebied van Murcia binnen. Hendrik III van Castilië, die een reeks veldslagen had geleverd tegen Portugal, zag na het tekenen van een vredesverdrag met de Portugezen in 1402 zijn kans om de bedreiging vanuit Granada het hoofd te bieden. Een van de beroemde Castiliaanse ridders die deelnamen aan deze campagne was Juan de Tovar y Toledo, die deels voor zijn acties bij Collejares land en een titel kreeg. 
Hendrik III trok op tegen Granada, het laatste moslimbolwerk op het Iberisch schiereiland na eeuwen van Reconquista. De twee legers ontmoetten elkaar in het gebied rond Collejares, gelegen in de buurt van de steden Úbeda en Baeza. De Castiliaanse troepen slaagden erin om de troepen van het emiraat Granada te verslaan. Hendrik III stierf een paar maanden later in december 1406.